# Apsu
Apsu o Abzu (en sumeri i en accadi 𒍪𒀊) és la residència del déu sumerobabilònic Enki (en accadi Ea).
Els mesopotamis anomenaven Apsu l'immens mar d'aigua dolça que hi sota la superfície de la terra, d'on sortien els rius i les fonts. Sembla que l'alt nivell de la capa freàtica a Babilònia va fer pensar que existia l'Apsu. El déu Enki (Ea a Babilònia) era el déu de la ciutat d'Èridu i també déu de la saviesa. Segons es llegeix al mite de la creació conegut amb el nom d'Enuma Elix, tant els déus com tots els altres sers vius van néixer de la unió de Tiamat (l'aigua salada i l'element femení) i Apsu (l'aigua dolça i l'element masculí). Enki (el déu de la intel·ligència) va dominar el gran contingent d'aigua dolça anomenat Apsu, al que va matar.
A la ciutat d'Èridu el temple dedicat a Enki portava el nom d'Apsu (casa de les aigües subterrànies), i estava situat vora d'un pantà, un apsu. Altres temples tenien dipòsits d'aigua sagrada que també s'anomenaven apsu, i servien per fer ablucions de tipus religiós.